# Cape Freels (Kittiwake Coast)
Cape Freels is een kaap in de Canadese provincie Newfoundland en Labrador. De kaap is gelegen aan de Kittiwake Coast in het noordoosten van het eiland Newfoundland. De kaap is het oostelijkste punt van Newfoundland dat ten noorden van het schiereiland Bonavista ligt. Nabij Cape Freels ligt het dorp Cape Freels North.

## Toponymie
De omgeving van Cape Freels is voor het eerst vermeld in het jaar 1506. De naam is afgeleid van het Portugese Freyluis, wat "Broeder Luís" (of "Broeder Lodewijk") betekent.

## Vogelhabitat
In de wintermaanden is Cape Freels en het kustgebied verder naar het zuiden toe een van Newfoundlands belangrijkste verblijfplaatsen van eiders. Een telling van de Canadian Wildlife Service in 1995 stelde een totaal van zo'n 25.000 vogels vast. Dit komt neer op 9% van de hele noordelijke subpopulatie van de eidereend (Somateria mollissima borealis).